# Crax
Crax је род птица из потпородице Cracinae, породице Cracidae, реда кокоши. Живи у Средњој и Јужној Америци. 

## Изглед птица
Све су птице дуге између 75 и 90 cm, док су тешке 2.300−4.800 грама. Перје мужјака је обично црне боје, с упадљивим ћубама, док женке имају црвенкасто или смеђе перје с пегицама различитих боја. Дневне су и копнене животиње.

## Врсте
Овај род састоји се од седам врста. То су:
| Слика | Латински назив | Назив            | Распрост.                                                                     |
| ----- | -------------- | ---------------- | ----------------------------------------------------------------------------- |
|       |                | Велики курасо    | источни Мексико кроз Средњу Америку до Колумбије и северозападног Еквадора    |
|       |                | Плавокљуни хоко  | Колумбија                                                                     |
|       |                | Жутокљуни курасо | Колумбија и Венецуела                                                         |
|       |                | Ресасти курасо   | западни басен Амазона у Јужној Америци                                        |
|       |                | Крунасти хоко    | Еспирито Санто, Бахиа и Минас Жераис у југоисточни Бразил                     |
|       |                | Гологлави курасо | средишњи и јужни Бразил, Парагвај, источна Боливија и североисточна Аргентина |
|       |                | Црни курасо      | северни део Јужне Америке у Колумбији, Венецуели, Гвајане и северни Бразил    |